# La Baffe
La Baffe è un comune francese di 612 abitanti situato nel dipartimento dei Vosgi nella regione del Grand Est.

## Geografia fisica
Il comune è composto da due grosse frazioni distanti 2,5 km: La Baffe a nord e Mossoux al sud. Così spesso il comune è chiamato La Baffe-Mossoux.

## Storia
Una strada romana secondaria, che andava da Langres a Deneuvre passando per Bains-les-Bains, attraversa il villaggio.

## Società

### Evoluzione demografica
Abitanti censiti